# Dorothy Adkins
Dorothy Adkins (1912-1975) va ser una psicòloga especialista en psicometria.
Va créixer a Atlanta, una ciutat al Comtat Pickaway, Ohio. El seu pare era un empresari i un pagès, mentre que la seva mare era una professora escolar.
La primera dècada després del seu doctorat va treballar en les proves de la Universitat de Chicago. Va ser la primera dona catedràtica que s'incorporarà al departament de psicologia de la Universitat de Carolina del Norte en Chapel Hill, per a finalment ser el cap del departament. Al 1966, va ser directora del Centre de Recerca en Educació Infantil de la Universitat de Hawaii. Ha estat presidenta de la Psychometric Society, presidenta de la divisió d’avaluació de l’APA i presidenta de la North Carolina Psychology Association.
Els seus papers es protegeixen en els Arxius de la Història de Psicologia americana a la Universitat d'Akron.